# Grand River (Ohio)

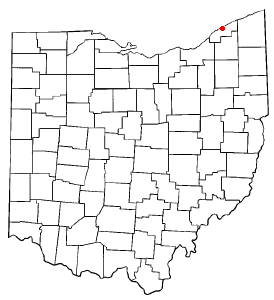
Grand River na planie stanu Ohio

Grand River – wieś w USA, w stanie Ohio, w hrabstwie Lake.
Liczba mieszkańców w 2010 roku wynosiła 399, a w roku 2010 wynosiła 398.